# Kōnan (Kōchi)
Kōnan (香南市?) è una città giapponese della prefettura di Kōchi.